# Tribul lui Ruben

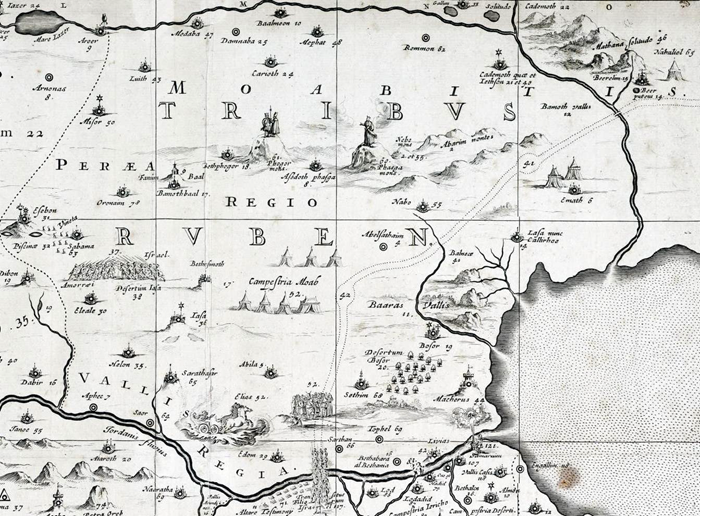
Harta detaliată a lui Reuben (Thomas Fuller, 1869; estul este în vârf)

Conform Bibliei ebraice, Tribul lui Ruben (în ebraică: רְאוּבֵן‎, Modernă: Rəʼūven, tiberiană: Rəʼūḇēn) este unul din cele doisprezece triburi ale lui Israel. Spre deosebire de majoritatea triburilor, împreună cu țara lui Gad și jumătate de Manase, țara lui Ruben se află pe partea estică a fluviului Iordan și se învecinează cu țara Moab. Conform narațiunii biblice, tribul lui Ruben se trage din Ruben, cel mai mare fiu al lui Iacob Patriarhul. Împreună cu nouă alte triburi, Ruben este recunoscut de Biblie ca parte din regatul de nord a lui Israel, și dispare din istorie odată cu acest regat pe la 723 î.e.n.

## Teritoriul tribal
Cartea lui Ioșua consemnează că tribul lui Ruben, Gad și jumătate din Manase au primit de la Moise teritoriu pe partea de est a râului Iordan și a Mării Moarte (Joshua 13:15-23). Tribului lui Ruben i s-a alocat teritoriul imediat la est de Marea Moartă, întinzându-se de la râul Arnon în sud, și până la capătul Mării Moarte în nord, cu o frontieră de Est vag definită, pierdută în deșert; teritoriul cuprindea și Câmpia Madaba.
Granița exactă dintre Tribul Ruben și Tribul lui Gad e considerată în general a fi fost situată la nord de Ruben, și este oarecum inconsecvent specificat în Biblie, cu Dibon și Aroer fiind parte a Gadului conform Numeri 32:34, dar o parte din Reuben conform Iosua 13:15-16. Pe această bază, Enciclopedia Evreiască (1906) susținea că teritoriul Ruben era o enclavă pe teritoriul Gad.
Teritoriile descrise în Ioșua 13 îdescriu tribul Gad ca fiind la nord de Ruben, în timp ce descrierea din Numeri 32 și 34 îi pune pe rubeniți lângă Hesbon, înconjurați de gadiți. Yohanan Aharoni a interpretat descrierea din Numeri ca referindu-se la distribuția reală a rubeniților și gadiților în preajma timpului lui David, și descrierea din Ioșua 13 ca reflectând districtele administrative înființate în timpul lui Solomon, dar care nu reflectă modelele reale de colonizare tribală. Până în 900 î.e.n., o parte din teritoriu și din Ruben și Gad fuseseră capturate de Regatul Moabit.

## Narațiunea biblică

### Originile
Potrivit Torei, tribul era format din urmașii lui Ruben, primul fiu al Iacov și un fiu al lui Lea, de la care și-a luat numele. Istoricii moderni consideră evenimentele descrise în Geneza și Exodul, care conțin relatările timpurii despre Iacov și descendenții săi imediați, ca nefiind istorice.
Biblia împarte tribul lui Ruben în patru clanuri sau familii: hanochiții, palluiții, hezroniții, și carmiții, care, potrivit Bibliei, ar fi urmași ai fiilor lui Ruben Hanoch, Pallu, Hazron, și Carmi.
Geneza 49 conține Binecuvântarea lui Iacov, o serie de predicții pe care Biblia le prezintă ca fiind făcute de patriarhul Iacov despre soarta viitoare a triburilor descendente din cei doisprezece fii ai săi. Unii cercetători textualiști o datează substanțial mai târziu decât aceste evenimente. Ruben este caracterizat ca fiind nestatornic, „instabil ca apa” și condamnat să nu mai „aibă. . . excelența” din cauza crimei lui Ruben de a avea relații sexuale cu soția tatălui său Bilha.
Biblia relatează că Iacov și cei doisprezece fii ai săi, împreună cu fiii lor, s-au coborât în Egipt ca un grup de aproximativ șaptezeci de persoane, inclusiv Ruben și cei patru fii ai săi. Potrivit relatării din Exod, israeliții au rămas în Egipt timp de 430 de ani, iar numărul lor a crescut până la aproximativ 600.000 de bărbați, fără a număra femei sau copii. În acest moment au părăsit Egiptul (vezi Exodul) și au rătăcit patruzeci de ani în pustia dintre Egipt și țara promisă a Canaanului.
În timp ce triburile se pregăteau să intre în Canaan prin trecerea spre partea de vest a Iordanului, cartea Numeri consemnează că israeliții i-au învins pe Sihon și Og, regi de la est de Iordan. Triburile lui Ruben și Gad au cerut să li se dea pământ pe teritoriul de la est de Iordan, deoarece era potrivit pentru nevoile lor de păstori de animale. În schimbul promisiunii lor de a ajuta la cucerirea țării de la vest de Iordan, Moise a acceptat cererea lor și le-a acordat jumătate din țara Manase la est de Iordan. După moartea lui Moise, Ioșua a devenit conducătorul israeliților și, cu ajutorul acestor triburi orientale, inclusiv Ruben, a cucerit o parte din Canaan și a atribuit țara lui Israel diferitelor douăsprezece triburi.
Potrivit lui Kenneth Kitchen, această cucerire a avut loc în jurul anului 1200 î.e.n., dar aproape toți savanții au abandonat ideea că Ioșua ar fi efectuat o cucerire a Canaanului similară cu cea descrisă în Cartea lui Ioșua. Israel Finkelstein et al., au susținut că lipsa dovezilor pentru o cucerire sistematică sau apariția bruscă a unei noi culturi indică faptul că israeliții au apărut pur și simplu ca o subcultură în cadrul societății canaanite. Teritoriul Ruben a încapsulat teritoriul Regatului anterior al Sihonului.

### Istoria tribală
După cucerirea teritoriului sub Ioșua până la formarea primului Regat al lui Israel, tribul lui Ruben făcea parte dintr-o vagă confederație de triburi Israelite. Nu exista niciun guvern central și, în perioade de criză, oamenii erau conduși de lideri ad-hoc cunoscuți sub numele de Judecători (a se vedea Cartea Judecătorilor). În această perioadă, conform vechii Cântări a Deborei, Ruben a refuzat să ia parte la războiul cu Sisera, oamenii în schimb odihnindu-se printre turmele lor ca și cum ar fi timp de pace, deși hotărârea de a face acest lucru a fost luată cu o inimă grea.
Nahash apare brusc ca atacând Iabeș-Galaad, care se afla în afara teritoriului pe care îl revendica. După ce a supus ocupanții la un asediu, populația a cerut lui Nahash termeni de capitulare, care le-a spus că au avut de ales între moarte (prin sabie) sau scoaterea ochiului drept. Populația a obținut un răgaz de șapte zile de la Nahash, timp în care li s-a permis să ceară ajutor de la israeliți, și după care urmau să se supună condițiilor de capitulare. Locuitorii au cerut ajutor de la poporul lui Israel, trimițând soli pe întreg teritoriul și Saul, pe atunci păstor, a răspuns ridicând o armată care l-a învins decisiv pe Nahash și pe oștile sale la Bezek.
Termenii neobișnuit de duri dați de Nahash pentru capitulare au fost explicați de Iosephus ca fiind practica obișnuită a lui Nahash. O explicație mai completă a venit la lumină cu descoperirea manuscriselor de la Marea Moartă: deși nu este prezent nici în Septuaginta sau în vreun text masoretic, un pasaj introductiv, care precede această narațiune, a fost găsit într-o copie a cărților lui Samuel printre sulurile găsite în peștera 4:
„[N]ahaș, suveran al Amoniților ar pune grea presiune pe descendenții lui Gad și descendenții lui Ruben și ar scoate ochiul drept al fiecăruia, dar nici un salvator nu va fi oferit lui Israel și nu a mai rămas pe nimeni printre copiii lui Israel în Tr(ansiordania), al căror ochi drept, regele amoniților nu l-a scos, dar iată șapte mii de bărbați (scăpați de sub puterea) amoniților și sosiți la (Ia)beș Gilead. După cam o lună, Nahash amonitul a urcat și a asediat Iabeș-Ghilead.”
Odată cu creșterea amenințării incursiunilor filistene, triburile israelite au decis să formeze o monarhie centralizată puternică pentru a face față provocării, iar tribul lui Ruben s-a alăturat noului regat cu Saul ca primul rege. După moartea lui Saul, toate semințiile, altele decât Iuda, au rămas loiale urmașilor lui Saul, dar după moartea lui Isboșet, Fiul lui Saul și succesorul tronului lui Israel, seminția lui Ruben s-a alăturat celorlalte triburi israelite din nord care l-au făcut pe David, pe atunci regele în Iuda, rege al unui regat reunit al lui Israel.
Potrivit Cărții Cronicilor, Adina și treizeci de rubeniți l-au ajutat pe David ca unii din puternicii săi războinici în cucerirea Orașului lui David. De asemenea, conform cronicilor, în timpul domniei regelui Saul, rubeniții au declanșat un război cu agariții, și au ieșit victorioși; într-o altă porțiune a aceluiași text, se spune că tribul Ruben a fost asistat în acest război de Gad și de jumătatea estică din Manase.
La urcarea pe tron a lui Roboam, nepotul lui David, pe la 930 î.e.n., triburile nordice s-au despărțit de Casa lui David pentru a reforma un regat al Israelului ca Regatul de Nord. Tribul Ruben a fost membru al Regatului până când regatul a fost cucerit de Asiria. Conform 1 Cronici 5:26, Tiglatpalasar al III-lea al Asiriei (domnie 745–727 î.e.n.) i-a deportat pe rubeniți, pe gadiți și jumătate din tribul lui Manase la „Halah, Habor, Hara și Râul Gozan”.
Potrivit stelei moabite a lui Meșa (ca. 840 î.e.n.), moabiții au recuperat multe teritorii în a doua parte a secolului al IX-lea î.e.n. (doar recent cucerite de Omri și Ahab conform stelei). Stela menționează lupta împotriva tribului lui Gad, dar nu și a tribului lui Ruben, deși au cucerit și Nebo și Iahaz, care erau în centrul teritoriului desemnat al acestora. Acest lucru ar sugera că tribul lui Ruben în acest moment nu mai era recunoscut ca o forță separată în această zonă. Chiar dacă ar fi fost încă prezenți la izbucnirea acestui război, rezultatul acestui război i-ar fi lăsat fără un teritoriu propriu, la fel ca triburile lui Simeon și Levi. Aceasta este, potrivit lui Richard Elliot Friedman în „Cine a scris Biblia?”, motivul pentru care aceste trei triburi sunt trecute cu vederea în favoarea lui Iuda în versiunea J a binecuvântării de pe patul de moarte a lui Iacov (compusă în Iuda înainte de căderea lui Israel).

### Drapel
Triburile lui Israel aveau steaguri descrise de Cartea Numerilor, cum ar fi Leul lui Iuda. Scriitorii evrei au opinii divergente dacă steagul lui Ruben purta simbolul unui bărbat sau al unui băiat (Aben Ezrah), o mandragoră, sau un copil care ține o mandragoră în mână.